# الفبای میخی بابلی

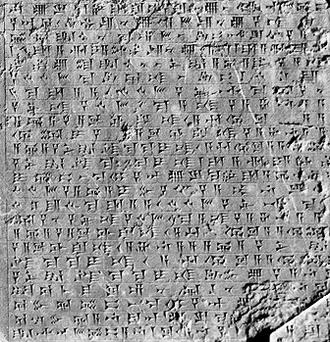
سنگ‌نبشته بابلی پی‌بنای دیوار جنوبی تخت جمشید

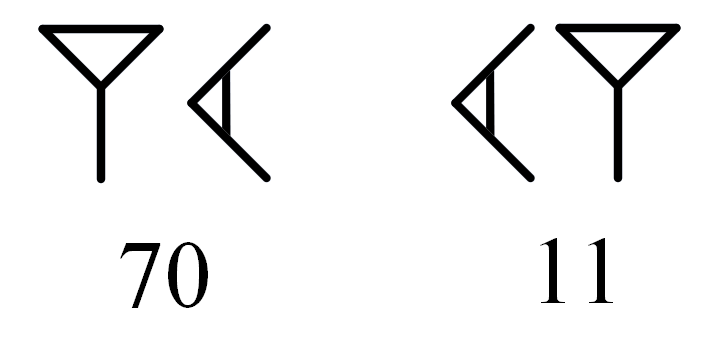
اعداد ۱۱ و ۷۰ در خط میخی بابلی از دو علامت میخی یکسان تشکیل شده‌اند و تفاوتشان در معکوس بودن جایگاه یکان و دهگان است.

دبیره میخی بابلی گونه‌ای خط میخی است که در تمدن بابل رواج داشته است. این خط همانند دیگر خطوط میخی از علامت‌های گوه‌ای شکل تشکیل شده بود.

## اعداد
اعداد بابلی از عدد ۱ تا ۹ دارای به تعداد علامت میخی شکل هستند و بعد از آن از ۱۱ تا ۵۹ برای دهگان‌ها یک مثلث کوچک و برای یکان‌ها همان علامت میخی شکل هستند و یکان (علامت میخی شکل) در سمت راست دهگان (علامت مثلث کوچک) قرار می‌گیرد. از عدد شصت به بعد برای عدد شصت علامت میخی شکل در نظر گرفته شده است دهگان‌های بعد از شصت به بعد مثل هفاناد و هشتاد و ... یک مثلث کوچک در سمت راست شصت قرار می‌گیرد.(تصویر)